# Atal Bihari Vajpayee
Atal Bihari Vajpayee (în limba hindi अटल बिहारी वाजपेयी) (n. 24 decembrie 1924, Gwalior, Gwalior State⁠(d), India – d. 16 august 2018, New Delhi, Teritoriul Capitalei Naționale Delhi⁠(d), India) a fost un om politic indian, care a îndeplinit funcția de prim ministru al Indiei trei mandate ca al 10-lea prim-ministru al Indiei, mai întâi pentru un mandat de 13 zile în 1996, apoi pentru o perioadă de 13 luni din 1998 până în 1999, urmat de un mandat complet din 13 octombrie 1999 până la 22 mai 2004..